# Christophe De Keyser
Christophe De Keyser (1993) es un deportista belga que compite en triatlón. Ganó una medalla de plata en el Campeonato Europeo de Triatlón de Media Distancia de 2022.

## Palmarés internacional
| Campeonato Europeo | Campeonato Europeo | Campeonato Europeo | Campeonato Europeo |
| Año                | Lugar              | Medalla            | Prueba             |
| ------------------ | ------------------ | ------------------ | ------------------ |
| 2022               | Bilbao (España)    | Medalla de plata   | Individual         |